# Дудчанский сельский совет (Нововоронцовский район)
Дудчанский сельский совет (укр. Дудчанська сільська рада) — упразднённая административно-территориальная единица, входила в состав
Нововоронцовского района
Херсонской области
Украины.
С 2020 года — в составе Бериславского района Херсонской области.
Административный центр сельского совета находился в 
с. Дудчаны
.

## История
- 1919 — дата образования.

## Населённые пункты совета
- с. Дудчаны